# Charrière
De  charrière (Ch) is een naar de Parijse instrumentmaker Joseph-Frédéric-Benoît Charrière genoemde eenheid voor kleine diameters. De waarde van één Ch is ⅓ mm. Een naald met een diameter van Ch 4 heeft dus een diameter van 1⅓ mm.
De Ch wordt ook wel met 'Franse Maat' of 'French' (Fr) aangeduid omdat de naam Charrière lastig uit te spreken is voor niet-Frans sprekende landen. Om de Fransen te eren werd alsnog de naam "French" gegeven. Ch en Fr gebruikt men bijvoorbeeld voor de buitendiameter van optische vezels en medische attributen (zoals maagsondes en blaaskatheters). Bij weergave van de maat wordt de eenheid vóór de waarde geplaatst. Zo spreekt men bijvoorbeeld over een maagsonde charrière 14 of Ch 14. Met de charrière wordt de buitendiameter aangeduid; deze zegt dus niets over de grootte van het lumen. Zo hebben een Ch 20 tweewegkatheter en een Ch 20 driewegkatheter dezelfde buitendiameter, maar van de laatste zullen de lumina beduidend smaller zijn.